# Broufade
La broufade, ou broufado en provençal, est un mets spécifique aux mariniers du Rhône d'Arles qu’ils consommaient dans leur barque.

## Composition
C'est un ragoût de bœuf, longuement mijoté — entre trois et quatre heures —, dans la garniture duquel entrent anchois, ail, oignons, câpres et huile d'olive. Il est traditionnellement accompagné de pommes de terre, de carottes, de tomates et de riz.

## Réalisation
Ce mets demande une longue préparation. La veille, le bœuf coupé en morceaux est mis à mariner dans un mélange d'huile d'olive et de vinaigre, avec un bouquet garni. À cette marinade, juste avant la cuisson, est ajouté de l'oignon émincé. Le principe ensuite est de déposer sur un fond d'huile d'olive et, par couches successives, oignons et viande. Une heure avant la fin de la cuisson sont rajoutés câpres et filets d'anchois.